# Vörösképű szuharbújó
A vörösképű szuharbújó (Cisticola erythrops) a madarak osztályának verébalakúak (Passeriformes) rendjébe azon belül pedig a szuharbújófélék családjába tartozó faj.

## Rendszerezése
A fajt Gustav Hartlaub német ornitológus írta le 1810-ben, a Drymoeca nembe Drymoeca erythrops néven.

## Alfajai
- Cisticola erythrops erythrops (Hartlaub, 1857)
- Cisticola erythrops niloticus Madarász, 1914
- Cisticola erythrops nyasa Lynes, 1930
- Cisticola erythrops pyrrhomitra Reichenow, 1916
- Cisticola erythrops sylvia Reichenow, 1904[2]

## Előfordulása
Afrikában, a Szahara alatti területeken honos. Természetes élőhelyei a szubtrópusi vagy trópusi füves puszták és cserjések, folyók és patakok környékén, valamint vidéki kertek. Állandó, nem vonuló faj.

## Megjelenése
Testhossza 15 centiméter, testtömege 12-18 gramm.

## Életmódja
Főleg rovarokkal táplálkozik.

## Természetvédelmi helyzete
Az elterjedési területe rendkívül nagy, egyedszáma pedig stabil. A Természetvédelmi Világszövetség Vörös listáján nem fenyegetett fajként szerepel.